# Essere (album)
 (mars 2025).
Albums de Charles Aznavour
Ave Maria
(1979) La prima danza
(1983)
Essere (Être) est le 11e album studio italien de Charles Aznavour, il est sorti en 1981.

## Liste des titres[1]
| No  | Titre                                                   | Durée |
| --- | ------------------------------------------------------- | ----- |
| 1.  | Essere : Être                                           | 3:57  |
| 2.  | Lento : Slowly                                          | 4:12  |
| 3.  | Poi passa : Ça passe                                    | 3:53  |
| 4.  | Titre(s) : Io fantasmo : Je fantasme                    | 3:50  |
| 5.  | Non preoccuparti : Ne t'en fais pas                     | 3:30  |
| 6.  | Poi Venezia si sveglia : Quand Venise s'éveille         | 3:55  |
| 7.  | Mio commovente amore : Mon émouvant amour               | 2:43  |
| 8.  | Vecchio mio, Giuda mio : Mon ami, mon Judas             | 3:35  |
| 9.  | Il ricordo di te : Le souvenir de toi / Italian Version | 3:18  |
| 10. | Un amore medicinale : Les amours médicales              | 2:35  |